# Ольмос-де-Пеньяф'єль
Ольмос-де-Пеньяф'єль (ісп. Olmos de Peñafiel) — муніципалітет в Іспанії, у складі автономної спільноти Кастилія-і-Леон, у провінції Вальядолід. Населення — 75 осіб (2010).
Муніципалітет розташований на відстані близько 130 км на північ від Мадрида, 60 км на схід від Вальядоліда.

## Демографія
Динаміка населення (INE ):